# ロバート・アーバスノット (第2代アーバスノット子爵)
第2代アーバスノット子爵ロバート・アーバスノット（英語: Robert Arbuthnott, 2nd Viscount of Arbuthnott、1644年以前 – 1682年6月16日）は、スコットランド貴族。

## 生涯
初代アーバスノット子爵ロバート・アーバスノットと1人目の妻マージョリー・カーネギー（1651年12月22日没、初代サウスエスク伯爵デイヴィッド・カーネギーの娘）の息子として生まれた。
1655年10月10日に父が死去すると、アーバスノット子爵の爵位を継承した。
1682年6月16日に死去、長男ロバートが爵位を継承した。

## 家族
1658年3月25日、エリザベス・キース（1664年2月没、第7代マリシャル伯爵ウィリアム・キースの娘）と結婚、1男1女を儲けた。
- ロバート（1661年 – 1694年） - 第3代アーバスノット子爵
- マーガレット（1662年 – 1744年） - 1677年、第3代準男爵トマス・バーネット（英語版）と結婚、子供あり

1667年7月30日、キャサリン・ゴードン（1692年11月4日没、ロバート・ゴードンの娘）と再婚、下記の子供を儲けた。
- ジョン（1737年1月10日埋葬） - 1695年5月30日、マーガレット・ファルコナー（Margaret Falconer、サー・ジェームズ・ファルコナーの娘）と結婚。第6代アーバスノット子爵ジョン・アーバスノットの父

## 関連図書
- Cokayne, George Edward; Gibbs, Vicary, eds. (1910). Complete peerage of England, Scotland, Ireland, Great Britain and the United Kingdom, extant, extinct or dormant (Ab-Adam to Basing) (英語). Vol. 1 (2nd ed.). London: The St. Catherine Press, Ltd. p. 184.

| スコットランドの爵位          | スコットランドの爵位               | スコットランドの爵位          |
| ----------------------------- | ---------------------------------- | ----------------------------- |
| 先代 ロバート・アーバスノット | アーバスノット子爵 1655年 – 1682年 | 次代 ロバート・アーバスノット |